# Green River (Deerfield River)
Der Green River (englisch für „grüner Fluss“) ist der zweitgrößte Nebenfluss des Deerfield River in den US-Bundesstaaten Vermont und Massachusetts.

## Flusslauf
Der Green River entspringt am Hogback Mountain in den Green Mountains in der Town of Marlboro im Süden von Vermont. 
Von dort fließt er in südöstlicher Richtung durch die Towns Halifax und Guilford. Anschließend wendet sich der Fluss nach Süden und überquert die Grenze nach Massachusetts. Dort fließt er westlich an Greenfield vorbei und mündet schließlich linksseitig in den Deerfield River, etwa 3 km vor dessen Mündung in den Connecticut River. Westlich des Green River verläuft der East Branch North River, ebenfalls ein Zufluss des Deerfield River. Der Green River hat eine Länge von 53 km und entwässert ein Areal von 228 km².   

## Gedeckte Brücken
Am Green River befinden sich folgende gedeckte Brücken:
- Green River Covered Bridge[3]
- Pumping Station Covered Bridge[4]

## Freizeit
Der Flussabschnitt von Green River nach West Leyden am Mittellauf des Green River bildet eine knapp 11 km lange Wildwasserstrecke vom Schwierigkeitsgrad II–III.